# Ishmael Wadi
Ishmael Wadi (Zimbabue, 19 de diciembre de 1992) es un futbolista de Zimbabue que juega en la posición de delantero con el JDR Stars FC de la Primera División de Sudáfrica.

## Carrera

### Club
| Periodo   | Club             |
| --------- | ---------------- |
| 2015      | Bulawayo City FC |
| 2016–2017 | FC Platinum      |
| 2017–2018 | Bulawayo City FC |
| 2019      | Harare City FC   |
| 2020–2021 | CAPS United      |
| 2021–     | JDR Stars FC     |

### Selección nacional
Debutó con Zimbabue el 7 de septiembre de 2021 en la derrota por 0-1 ante Etiopía en Bahir Dar por la Clasificación de CAF para la Copa Mundial de Fútbol de 2022. Fue convicado para jugar la Copa Africana de Naciones 2021, donde anotó su primer gol internacional en la derrota por 1-2 ante Malaui.

## Logros
- Liga Premier de Zimbabue (1): 2017